# Вытегорская учительская семинария
Вытего́рская учи́тельская семина́рия — среднее учебное заведение в городе Вытегра Олонецкой губернии, действовало в 1875—1894 годы, входило административно в Санкт-Петербургский учебный округ Министерства народного просвещения Российской империи.

## История
Открыта 30 августа 1875 года на средства земства и пособие от правительства для подготовки преподавателей начальной школы. B семинарию поступали учащиеся из Олонецкой и Новгородской губерний не моложе 16 лет, окончившие земскую школу.
Обучение производилась как за плату, так и на стипендии уездных земств с обязательством последующей работы в земских школах в течение четырёх лет.
Основными предметами были основы педагогики, русский, церковно-славянский языки, закон божий, основы геометрии, черчение, русская история с дополнениями из всеобщей, география, природоведение, пение, огородничество, садоводство, столярное дело. Выпускники семинарии имели право получить должность учителя народных училищ.
В августе 1881 года на безвозмездно отведённом участке на берегу реки Вытегры было выстроено новое здание семинарии, а в ноябре 1885 года рядом с ним было построено общежитие для учащихся. При семинарии действовала начальная школа.
В 1882 году изделия воспитанников Вытегорской учительской семинарии (физические приборы) были выставлены на Всероссийской выставке
В 1889—1892 годах в приготовительном классе семинарии преподавал Фёдор Сологуб.
Вытегорская семинария была закрыта 1 июля 1894 года в соответствии с постановлением Министерства народного просвещения.
После февральской революции 1917 г. в Вытегре действовала Вытегоорская женская учительская семинария, преобразованная в 1919 г. в школу третьей степени.

## Директора Вытегорской учительской семинарии
- Шемякин Василий Иванович (1875—1878)[7]
- Блюдухо Иван Иванович (1878—1889)[8]
- Дворянский П., и. о. (1889)
- Маккавеев Митрофан Егорович (1889—1894)[9]